# Drakensbergena deorsuspina
Drakensbergena deorsuspina  (лат.) — вид прыгающих насекомых трибы Drakensbergenini из подсемейства цикадок Deltocephalinae (Cicadellidae). Южная Африка: KwaZulu-Natal; на высотах до 1900 м. Длина 5—6 мм. Усики короткие (их длина 1 мм). Короткокрылые.
Голова шире пронотума (голова — 1,3—1,5 мм, пронотум — 1,1—1,2 мм). Макросетальная формула задних бёдер равна 2+1 или 2+1+1. Латеральный край пронотума килевидный. Оцеллии редуцированы. Встречаются в травянистых высотных биомах южной Африки. Вид был впервые описан в 2009 году южноафриканским энтомологом Майклом Стиллером (Michael Stiller, ARC-Plant Protection Research Institute, Queenswood, Претория).